# 面的

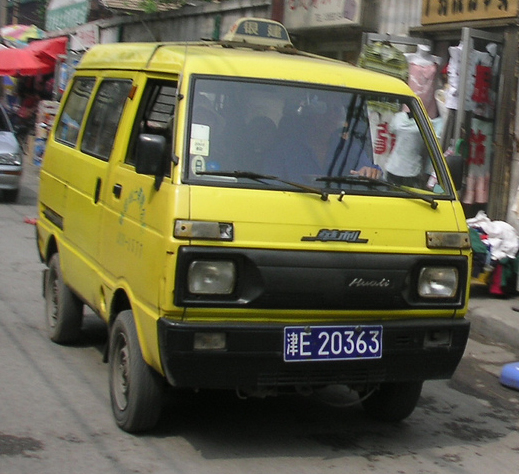
一辆天津大发制造的面的

麵的，即麵包车的士，于1980年代到1990年代在中国北京以及天津一帶颇为盛行的一种廉价计程车。

## 名字来源
麵的，是“麵包车的士”的简称。其中“麵包车”是内地对廂型車的普遍称呼，香港称之為Van仔；的士一词则源于英文“Taxi”的粵語音譯，最初由香港传入广州，再由广州传至内地其他地区（內地和香港一般稱的士、出租車，而台灣普遍稱計程車）。

## 历史

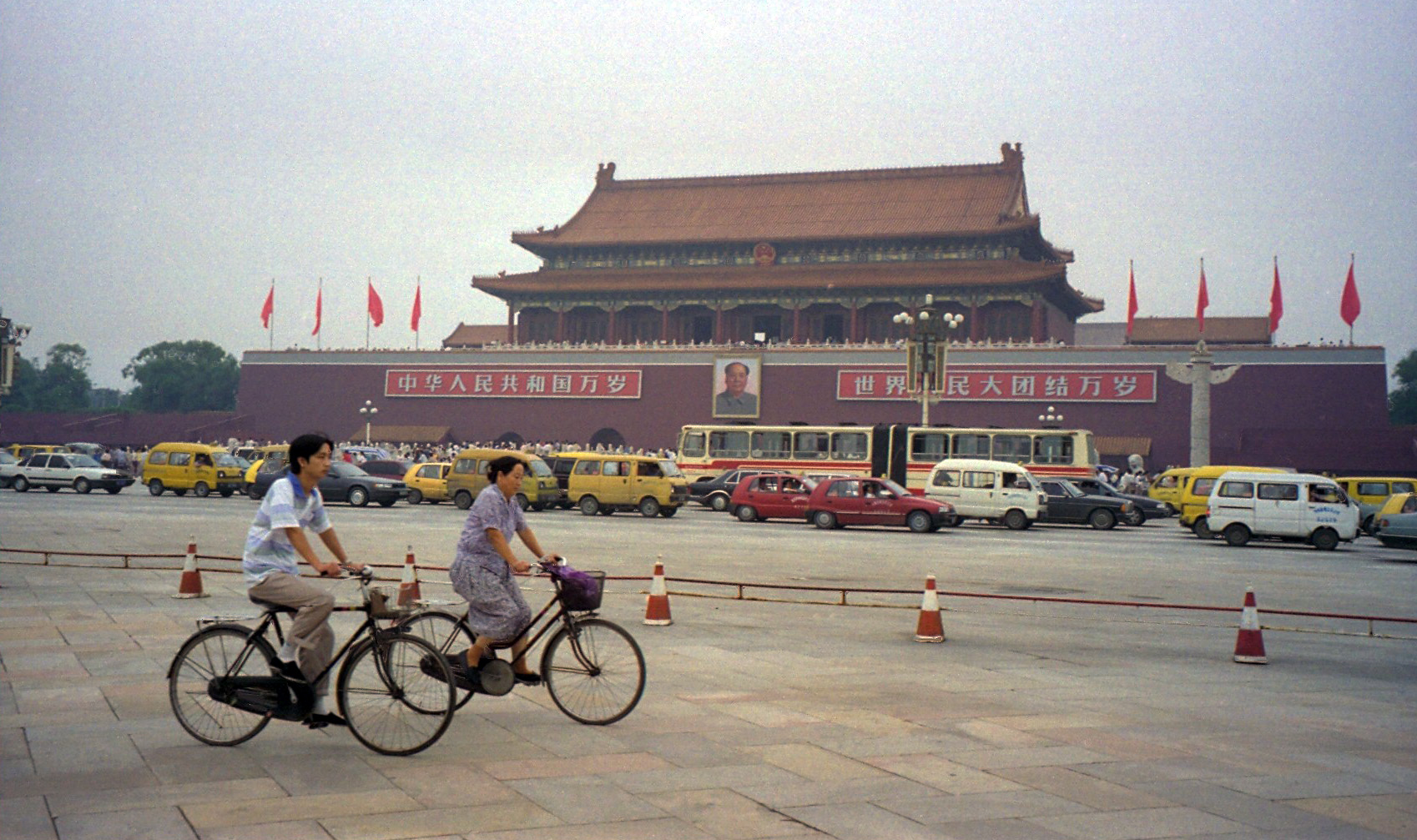
1996年北京天安门前的各色面的和夏利出租车

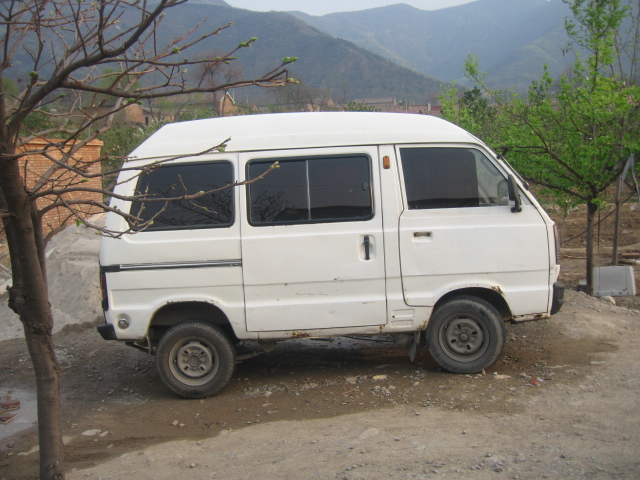
昌河汽车制造的面包车是90年代常见的面的车型之一

1980年代，中国刚刚踏入改革开放，计程车开始进入中国，成为一种新的代步工具，但是由于其价格较为昂贵，并非当时中国内地民众能够承受得起，因而使得运价低廉而运量又大的麵包車的士开始流行起来。1988年，随着柳州五菱LZ110G投入北京出租车运营，微型面包车正式进入中国内地的出租车行业:418,448。
在整个1980年代到1990年代，北京市内除了公共汽车以外，最为受欢迎的便是这种麵的。直至21世纪，因国内生活水平提高以及环保因素，麵的才正式退出市场，成为历史。